# Instituto Superior Técnico

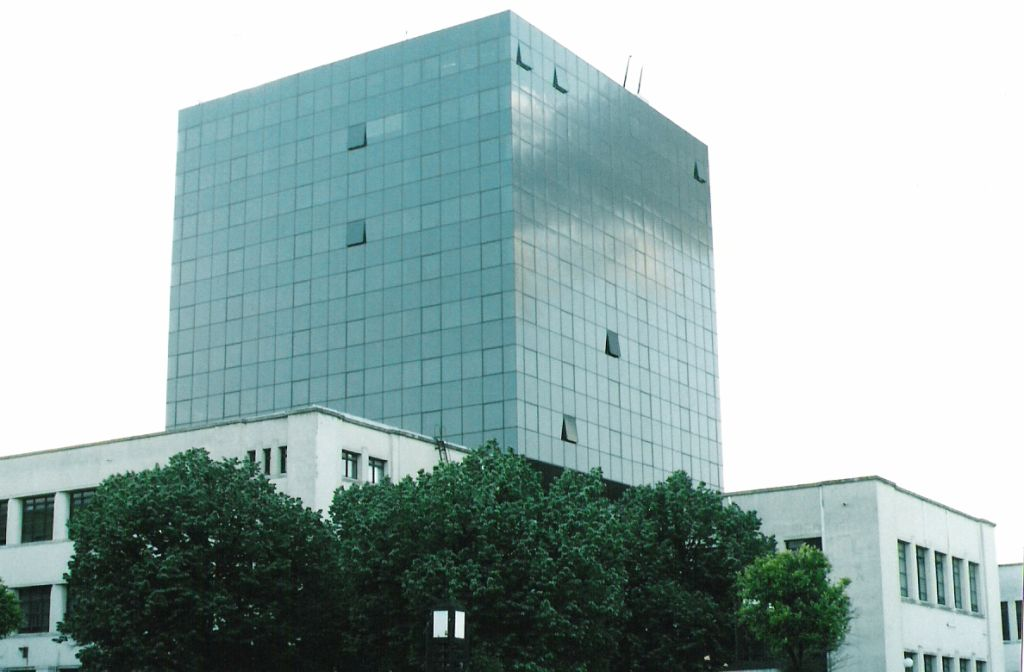
Die Nord-Turm-Fassade am Campus Alameda

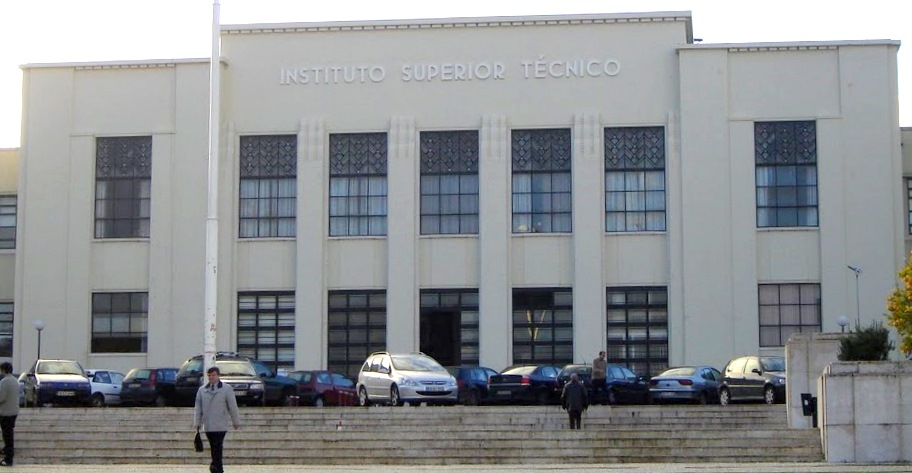
Pavilhão Central, Hauptgebäude am Campus Alameda

Das Instituto Superior Técnico (kurz IST) ist die technische Fakultät der Universität Lissabon mit Standorten in Lissabon, Oeiras und Loures. Sie gilt mit der höchsten Zahl an eingeschriebenen Studierenden, Lehrkräften, wissenschaftlichen Publikationen und Patentanmeldungen als bedeutendste technische Ausbildungs- und Forschungseinrichtung Portugals.

## Geschichte
Die Gründung erfolgte 1911 infolge der Aufspaltung des ehemaligen Instituto Industrial e Comercial de Lisboa (dt. etwa: Industrie- und Wirtschafts-Lehranstalt von Lissabon) in verschiedene Fachbereiche. Alfredo Bensaúde, der schon 1892 als Dozent Reformen auch nach deutschem Vorbild an der Vorläufer-Hochschule vorangetrieben hatte, wurde erster Direktor (1911–1922) und führte sowohl moderne Lehrmethoden als auch die unterschiedlichen Fachrichtungen ein: Bergbau, Bauausführung, Mechanik, Elektrotechnik, Industrie-Chemie. Unter Direktor Duarte Pacheco (1927–1932), der auch zeitgleich Bauminister war, wurde als Prestigeprojekt der Diktatur von António de Oliveira Salazar der heutige Campus Alameda in Lissabon auf einem Hügel angelegt. Zeitgleich wurde die Eingliederung des IST als Fakultät der Technischen Universität Lissabon vollzogen.
Zwischen 1952 und 1972 wurden in Portugal zwölf Studienzentren geschaffen, von denen drei innerhalb des IST angesiedelt wurden (Chemie, Mineralogie und Geologie, später Elektronik). Die Forschung wurde dabei zunehmend vorangetrieben, insbesondere im Gebäude des interdisziplinären Komplexes, in dem verschiedene autonome Forschungseinheiten untergebracht wurden. Im Zuge der gestiegenen Anforderungen und Möglichkeiten des IST wurde 2001 in Oeiras der Campus Taguspark des IST geschaffen, auch um die Nähe zur Industrie zu ermöglichen, von denen eine Reihe Unternehmen im Technologiepark Taguspark Einrichtungen unterhalten. Im Februar 2012 wurde als dritter Campus des IST der Campus Tecnológico e Nuclear im Gebiet Bobadela/Sacavém im Kreis Loures eröffnet. Dort steht nun, ausschließlich zu Forschungszwecken, der einzige Kernreaktor im atomkraftfreien Portugal.
Seit dem Lehrjahr 2006/07 hat sich das IST endgültig dem Bologna-Prozess angeschlossen.
Das IST gilt als größte und renommierteste ingenieurwissenschaftliche Hochschule Portugals und erlangte auch international zunehmend Bedeutung. Nach eigenen Angaben erhalten 61 % der Studenten noch vor Studienabschluss eine Anstellung und 92 % der Studenten bekommen innerhalb von sechs Monaten nach Studienabschluss einen Arbeitsplatz. Eine Reihe bekannter Persönlichkeiten aus Politik und Wirtschaft in Portugal haben am IST ein Studium absolviert, darunter die ehemaligen Premierminister Maria de Lourdes Pintasilgo (1930–2004) und António Guterres (* 1949).

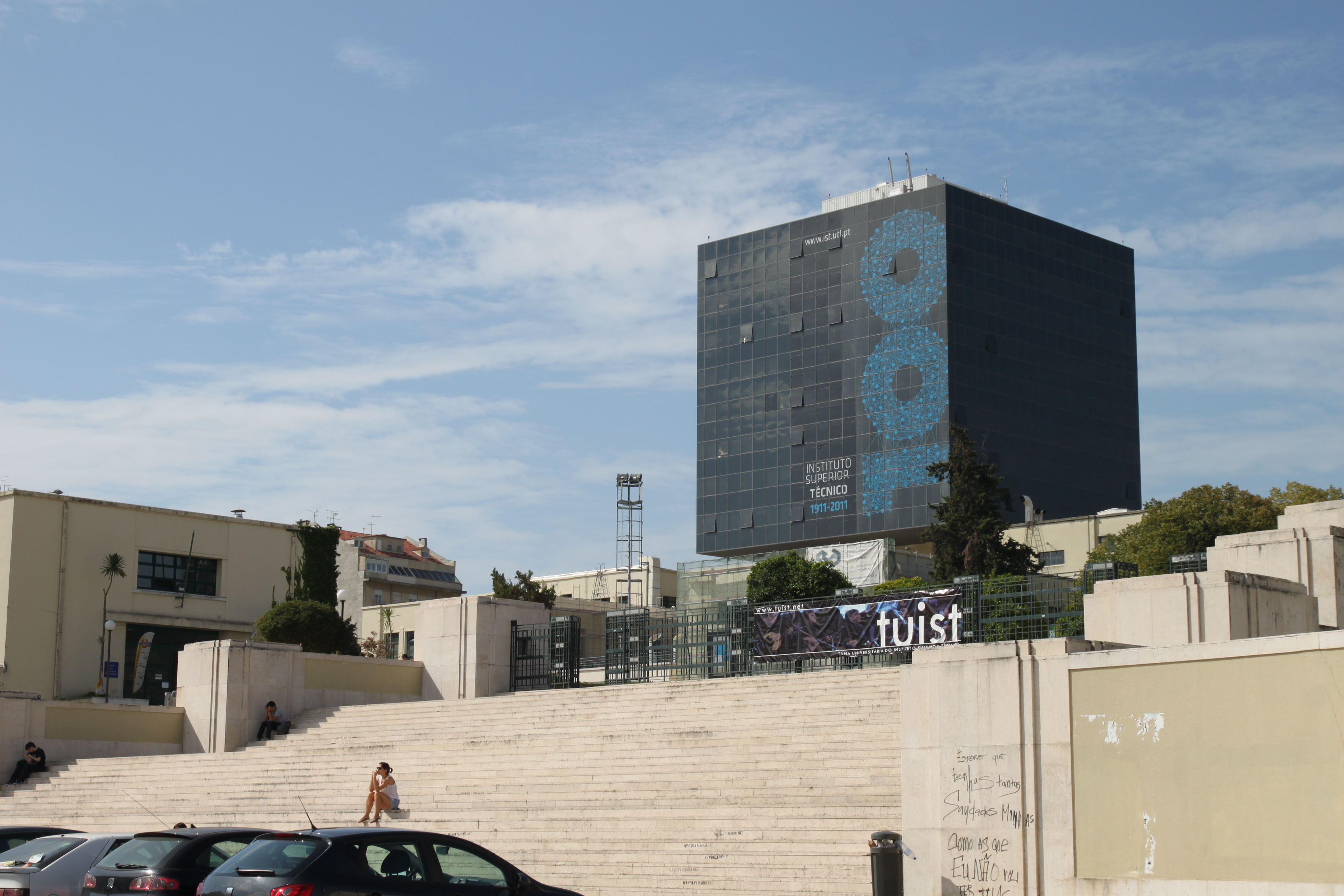
Auf dem Campus Alameda